# TripOS
TripOS (TRIvial Portable Operating System) est un système d'exploitation créé au laboratoire informatique de l’université de Cambridge sur ordinateur mainframe IBM 3081 et sorti en 1978. 
TripOS a été porté par la suite sur les premières versions de l'AmigaOS. Ainsi les commandes de l'Amigados, le système de fichiers d'origine et le format des exécutables de l'Amiga sont tous identiques à ceux de Tripos.